# Trogotorna
Trogotorna là một chi bướm đêm thuộc họ Noctuidae.

## Các loài tiêu biểu
- Trogotorna persecta Hampson, 1910